# Barrage de Rogoun
Le barrage de Rogoun est un barrage en construction situé sur la rivière Vakhch, affluent de l'Amou-Daria, au sud du Tadjikistan, dans le district de Faizabad. 

## Historique
Imaginé dès 1959, sa construction débute en 1976 mais est stoppée notamment par la dislocation de l'URSS. Le barrage a atteint environ 60 mètres de haut en 1991, mais est détruit par une inondation en mai 1993. 
En février 2007, la Russie annonce avoir conclu un partenariat avec le Tadjikistan pour terminer le barrage, en vain. 
En octobre 2016, le pays reprend la construction du barrage avec une maîtrise d'œuvre italienne.
En novembre 2018, la mise en service complète de l'ouvrage était prévue pour 2028.

## Opposition des pays voisins
Le débit du Vakhch en fait l'un des plus puissants torrents du monde. Il vient abonder l'Amou-Daria, déterminant dans le bassin endoréique de la mer d'Aral, qui subit des pertes d'eau colossales par l'évaporation et l’irrigation liée à la culture massive du coton. Dans ce contexte et avec la catastrophe écologique et humaine de la mer d'Aral, les pays dépendant de l'eau de Vakhch, notamment l'Ouzbékistan, s'opposent au projet,.

## Caractéristiques
Après l'abandon d'une option pour un projet plus modeste, le projet original de barrage en enrochement (terre et pierre) d'une hauteur de 335 mètres, d'une longueur de crête de 665 m, avec une retenue d'eau de 11,6 km3 est engagé avec un groupe italien Salini Impregilo chargé de ce chantier à 3,9 milliards de dollars (3,1 milliards d'euros).
Il doit être durablement le barrage le plus haut du monde devant le barrage de Jinping I en Chine et le barrage de Nourek, également au Tadjikistan sur la même rivière.
La première turbine du barrage de Rogoun est mise en service le 9 novembre 2018. Mais une dizaine d'années seront nécessaires avant qu'il ne délivre sa puissance totale de 3 600 mégawatts.